# Kervin Arriaga
Kervin Arriaga (Puerto Cortés, 1998. január 5. –) hondurasi válogatott labdarúgó, a szerb Partizan középpályása.

## Pályafutása

### Klubcsapatokban
Arriaga a hondurasi Puerto Cortés városában született.
2017-ben mutatkozott be a Platense felnőtt keretében. 2019-ben a Marathónhoz igazolt. 2022. február 16-án kétéves szerződést kötött az észak-amerikai első osztályban szereplő Minnesota United együttesével. Először a 2022. február 26-ai, Philadelphia Union ellen 1–1-es döntetlennel zárult mérkőzésen lépett pályára. Első gólját 2022. április 23-án, a Chicago Fire ellen hazai pályán 3–0-ra megnyert találkozón szerezte meg.
2024. június 27-én jelentették be, hogy a szerb Partizan szerződtette.
2025. január 9-én Arriaga a szezon végéig kölcsönbe kerül a Real Zaragoza.

### A válogatottban
Arriaga az U23-as korosztályú válogatottban is képviselte Hondurast.
2020-ban debütált a felnőtt válogatottban. Először a 2020. október 11-ei, Nicaragua ellen 1–1-es döntetlennel zárult mérkőzés 76. percében, Carlos Pinedát váltva lépett pályára. Első válogatott gólját 2022. január 16-án, Kolumbia ellen 2–1-re elvesztett barátságos mérkőzésen szerezte meg.

## Statisztikák
2023. május 24. szerint
| Klub             | Szezon   | Osztály  | Bajnokság | Bajnokság | Kupa  | Kupa | Nemzetközi | Nemzetközi | Összesen | Összesen |
| Klub             | Szezon   | Osztály  | Meccs     | Gól       | Meccs | Gól  | Meccs      | Gól        | Meccs    | Gól      |
| ---------------- | -------- | -------- | --------- | --------- | ----- | ---- | ---------- | ---------- | -------- | -------- |
| Minnesota United | 2022     | MLS      | 25        | 1         | 2     | 0    | —          | —          | 27       | 1        |
| Minnesota United | 2023     | MLS      | 10        | 1         | 3     | 0    | —          | —          | 13       | 1        |
| Összesen         | Összesen | Összesen | 35        | 2         | 5     | 0    | 0          | 0          | 40       | 2        |

### A válogatottban
| Válogatott | Év       | Pályára lépés | Gól |
| ---------- | -------- | ------------- | --- |
| Honduras   | 2020     | 1             | 0   |
| Honduras   | 2021     | 9             | 0   |
| Honduras   | 2022     | 10            | 2   |
| Honduras   | 2023     | 2             | 0   |
| Összesen   | Összesen | 22            | 2   |

#### Góljai a válogatottban
| # | Időpont          | Helyszín                                                    | Ellenfél | Gólok | Eredmény | Kiírás                                         |
| - | ---------------- | ----------------------------------------------------------- | -------- | ----- | -------- | ---------------------------------------------- |
| 1 | 2022. január 16. | DRV PNK Stadion, Fort Lauderdale, Amerikai Egyesült Államok | Kolumbia | 1–1   | 1–2      | Barátságos mérkőzés                            |
| 2 | 2022. június 13. | Estadio Olímpico Metropolitano, San Pedro Sula, Honduras    | Kanada   | 2–0   | 2–1      | 2022–2023-as CONCACAF-nemzetek ligája (A liga) |
| 3 | 2024. június 9.  | Bermuda National Stadium, Devonshire Parish, Bermuda        | Bermuda  | 1–0   | 6–1      | 2026-os labdarúgó-világbajnokság-selejtező     |